# سرکار (ساموخ)
سرکار (به لاتین: Sərkar) یک منطقه مسکونی در جمهوری آذربایجان است که در شهرستان ساموخ واقع شده است. سرکار ۴۸۵۰ نفر جمعیت دارد.